# بينيث
البَيْنِيثُ أو البَيْنِيتُ أو البَيْنِيب أو الصَدَى سمك بحري من فصيلة الأسْقُمْريات يتواجد في مختلف أصقاع العالم.

## الأنواع
- (جنس) ال (Sarda):
  - البينيث الأستراليّ , Sarda australis (Macleay, 1881).
  - Sarda chiliensis (Georges Cuvier|Cuvier, 1832).
    - بينيث شرقيّ المحيط الهادئ, Sarda chiliensis chiliensis (Georges Cuvier|Cuvier, 1832).
    - بينيث المحيط الهادئ, Sarda chiliensis lineolata (Charles Frédéric Girard|Girard]], 1858).

  - البينيث المخطط, Sarda orientalis (Coenraad Jacob Temminck|Temminck & Hermann Schlegel|Schlegel, 1844).
  - البينيث الأطلسيّ, Sarda sarda (Marcus Elieser Bloch|Bloch, 1793).
- جنس ال Cybiosarda:
  - البينيث القافز, Cybiosarda elegans|C. elegans, (Gilbert Percy Whitley|Whitley, 1935)
- جنس ال Gymnosarda:
  - تن سن الكلب, |G. unicolor, (Eduard Rüppell|Rüppell, 1836)
- جنس ال Orcynopsis:
  - البينيث العادي, Orcynopsis unicolor|O. unicolor (Geoffroy Saint-Hilaire, 1817)